# 曾士楚
曾士楚（1532年—？），字子翹，號覺堂，廣東廣州府從化縣籍，番禺縣人，明朝政治人物。

## 生平
嘉靖三十七年（1558年）戊午科廣東鄉試第五十七名。隆慶五年（1571年）辛未科第三甲第三十八名進士。户部觀政，任晉江縣知縣，為官愛民，萬曆三年（1575年）升任湖广道監察御史，五年巡盐河東，丁憂歸。九年复除本道御史，巡按苏松，养病。十一年致仕。

## 家族
曾祖父曾剛；祖父曾觀厚；父曾綽，學正。母張氏；繼母鍾氏。